# Schwanzbinden-Schattenkolibri
Der Schwanzbinden-Schattenkolibri (Phaethornis griseogularis), auch Binden-Zwergschattenkolibri oder Graukinneremit ist eine Vogelart aus der Familie der Kolibris (Trochilidae), die in Kolumbien, Venezuela, Brasilien, Ecuador und Peru vorkommt. Der Bestand wird von der IUCN als „nicht gefährdet“ (Least Concern) eingeschätzt.

## Merkmale
Der Schwanzbinden-Schattenkolibri erreicht eine Körperlänge von etwa 8,0 bis 10,0 cm bei einem Gewicht der Männchen von ca. 1,8 bis 2,5 g und der Weibchen von ca. 1,9 bis 3,0 g. Die Oberseite ist bronzegoldgrün, der Hinterrücken dunkel rotbraun. Die Kehle ist grau, die Ohrdecken schwarzbraun, begrenzt durch gelbbraune Überaugen- und Bartstreifen. Die Unterseite ist hell ockerrotbraun. An der Brust findet sich ein mehr oder minder deutlicher schwarzer Fleck bzw. Binde. Die Flügel sind schwärzlich purpurn. Die schwärzlich bronzegrünen mittleren Steuerfedern haben 7 mm lange grauweiße Spitzen. Die seitlichen Schwanzfedern haben ockerbraune Spitzensäume. Der Oberschnabel ist schwarz, der Unterschnabel gelb mit schwarzer Spitzenhälfte. Der Schnabel ist leicht gebogen. Die Füße sind gelb. Der Schwanzbinden-Schattenkolibri ähnelt sehr dem Streifenkehl-Schattenkolibri (Phaethornis striigularis), von dem er sich vor allem durch die zugespitzten Handschwingen und das markante graue Band auf der Oberseite der zentralen Steuerfedern zwischen deren schwärzlicher Basis und den weißlichen Spitzen unterscheidet. Jungvögel ähneln den Weibchen.

## Verhalten und Ernährung
Der Schwanzbinden-Schattenkolibri ernährt sich wie andere Kolibris von Nektar. Ebenso ernährt er sich von kleinen Arthropoden. Als sogenannter Trapliner fliegt er regelmäßig in rascher Folge ganz bestimmte verstreute Blüten an.

## Fortpflanzung
Am 10. Februar 2010 wurde bei Macará in der Provinz Loja ein Nest entdeckt mit einem Gelege von zwei weißen Eiern, die ca. 0,40 g schwer und ca. 12,15 × 8,05 mm groß waren. Das Küken, das am 13. Februar schlüpfte, war pinkfarben und am Hinterrücken dunkler. Einen Tag später schlüpfte das zweite Küken. Das Küken wog 0,37 g nach dem Schlüpfen und einen Tag später 0,48 g. Nach sechs Tagen hatten die Nestlinge stachelschweinartige erste Federn. Nach 17 bis 18 Tagen war das Federkleid fertig ausgebildet. Am 7. März wurde der erste Nestling flügge, der zweite folgte einen Tag später. Basierend auf diesen Beobachtungen geht man von einem 21 bis 23 Tage lang dauernden Nestaufenthalt aus. Das typische kegelförmige Nest wurde wie bei anderen Arten der Unterfamilie der Eremiten auch an der Unterseite der Spitze eines Blattes der Familie der Lorbeergewächse gebaut und befand sich 1,3 Meter über dem Boden. Das Nest war ca. 280 mm hoch. Der Außenradius betrug ca. 65 mm, der Innenradius 28 mm und die Tiefe 24 mm. Das Material bestand aus einem Mix aus kleinen Baumrindenstücken, Flugsamen und kleinen trockenen Blumen und sehr viel grünem Moos und wurde mit Spinnweben befestigt. Gonadenaktivitäten wurden in Kolumbien im Oktober und im Süden und Südwesten Venezuelas im März festgestellt.

## Lautäußerungen
Der Gesang besteht aus einer fortgesetzten Serie schriller Töne, die der Vogel in einer Frequenz von einer Phrase pro zwei bis drei Sekunden von sich gibt. Jede Phrase beinhaltet mehrere, monotone etwas ansteigende einzelne Töne, denen ein komplexeres Getriller folgt. Dieses klingt wie tsi...tsi...tsiii...tseotsetsi. Die Phrasen variieren sogar in jeder Gesangsrunde. Die Struktur des Gesangs ähnelt der des Streifenkehl-Schattenkolibris, doch hört sich das Getriller weniger piepsig an. Im Flug gibt der Schwanzbinden-Schattenkolibri ein explosives tsik von sich.

## Verbreitung und Lebensraum

Verbreitungsgebiet (grün) des Schwanzbinden-Schattenkolibris

Der Schwanzbinden-Schattenkolibri bevorzugt das Unterholz von feuchtem Vorgebirgswald, subtropischem und nieder gelegenem Nebelwald, Waldränder, dichte Sekundärvegetation und Dickicht. In Kolumbien findet man ihn auch in Galeriewald. P. g. zonura bevorzugt tropische Waldungen. Meist ist er in Höhenlagen zwischen 600 und 1800 Meter unterwegs, aber im Norden Perus findet man ihn bis 2200 Meter. Aus Kolumbien gibt es Berichte in Höhenlagen runter bis 400 Meter, im Norden Venezuelas sogar bis auf 300 Meter.

## Unterarten
Bisher sind drei Unterarten bekannt:
- Phaethornis griseogularis griseogularis Gould, 1851[5] – die Nominatform kommt im Süden und Osten Kolumbiens, im Süden Venezuelas und im Nordwesten Brasiliens bis in den Osten Ecuadors und Perus vor.
- Phaethornis griseogularis zonura Gould, 1860[6] kommt an den Osthängen der Anden im Nordwesten Perus vor. Diese Unterart ist heller und hat eine gräuliche Unterseite. Der Schnabel ist etwas stärker gebogen.[1]
- Phaethornis griseogularis porcullae Carriker, 1935[7] ist an den westlichen Hängen der Anden im Nordwesten Perus sowie im Südwesten Ecuadors verbreitet. Die Unterart hat eine deutlich blassere Unterseite und gelbbraune bis hellbraune Ränder an den inneren Steuerfedern. Die Oberschwanzdecken sind etwas dunkler.[7] Die Unterart wird gelegentlich in der Literatur als eigene Art betrachtet.

Bei Phaethornis apheles Heine, 1884 handelt es sich um ein Synonym für P. g. zonura. Birds of the World erwähnt, dass Phaethornis griseogularis zonura gelegentlich als Synonym der Nominatform angesehen wird, es also demzufolge nur zwei Unterarten gäbe, ist aber noch nicht in der abschließenden Bewertung.

## Migration
Das Zugverhalten des Schwanzbinden-Schattenkolibris ist bisher nicht erforscht. Es wird aber vermutet, dass er ein Standvogel ist.

## Etymologie und Forschungsgeschichte
Die Erstbeschreibung des Schwanzbinden-Schattenkolibris erfolgte 1851 durch John Gould unter dem wissenschaftlichen Namen Phaethornis griseogularis. Das Typusexemplar hatte Gould von William Jameson (1796–1873) aus Quito erhalten. 1827 führte William Swainson die Gattung Phaethornis für den Langschwanz-Schattenkolibri (Phaethornis superciliosus (Linnaeus, 1766)) ein.
Der Begriff Phaethornis leitet sich aus den griechischen Wörtern φαέθων phaéthōn für „leuchtend, strahlend“ und ὄρνις órnis für „Vogel“ ab. Der Artname griseogularis ist ein lateinisches Wortgebilde aus griseum für „grau“ und gularis, gula für „kehlig, Kehle“. Zonura leitet sich aus den griechischen Worten ζώνη zōnē für „Band, Gürtel“ und -οὐρός, οὐρά -ourós, ourá für „-schwänzig, Schwanz“ ab. Das Typusexemplar wurde von Józef Warszewicz gesammelt. Porcullae bezieht sich auf den Porculla-Pass in der Region Piura. Die Bedeutung des griechischen ἀφελής aphelēs ist „glatt, einfach“.